# Petrarkistička kancona
Petrarkistička kancona (šp. Canción petrarquista, canción real, canción italiana) je najstarija i najpoznatija italijanska pesnička lirska forma. Poreklo vodi od balate (ital. balata) a kasnije imitira provansalsku šansonu. Njenu metričku formu prvi je utvdio Dante a usavršio je Petrarka .
Ova kancona ima obilje oblika. Sastavljena je od više strofa koje su, opet, sastavljene od neodređenog broja jedanaesteraca i sedmeraca, različito rimovanih.

Često se završava jednom kraćom strofom, nazvanom komiato (ital. commiato) ili konđedo (ital. congedo), upućenom osobi kojoj je kancona posvećena. Komiato ukratko ponavlja sadržinu cele pesme.
Njena šema rimovanja kod Petrarke obično izgleda ovako:
AbC + AbC + cDaEE

## Od nastanka do danas
U početku je imala  strogo određenu formu, verovatno zato što se pevala uz određenu melodiju, ali, kasnije, sve je više dobijala slobodu među španskim pesnicima.
Omiljena među pesnicima slatkog novog stila kao forma koja najbolje može da izrazi istančana filozofska i ljubavna razmišljanja obogađena moralnim i političkim sadržajima. U Petrarkinom pesničkom opusu ova kancona je procvat doživela u 14. veku. U svom savršenom obliku javlja se kod Tasa, dok se među poznijim pesnicima, kao tvorac nove, metrički slobodnije koncipirane i izrazito lično obojene kancone ističe Đakomo Leopardi (Giacomo Leopardi). Ova nova kancona nije više sastavljena od strofa već ima slobodnu formu.
U špansku poeziju uveli su je Boskan i Garsilaso u 16. veku.
U savremenoj poeziji termin kancona (šp. canción) pojavljuje se u kompozicijama različitih metara i raznolikosti i sadržine u delima  Mačada, Himenesa, Lorke ,Nerude, Giljena, Valjeha i Ernandesa .

## Odlike
- Broj strofa (šp. estancias) je promenljiv. Kod Petrarke između 5 i 10, kod Boskana prva pesma se sastoji od 27 strofa, kod Garsilasa od 4 do 5.

- Broj stihova u svakoj strofi takođe je promenljiv. Kod Petrarke između 9 i 20, kod Boskana broji 15, dok kod Garsilasa ima 13.

- Nije bilo pravila koja su određivala prirodu rime i njen raspored.

- Uprkos slobodi u konstrukciji svake strofe, globalna struktura je bila striktno određena.

- Šema prve strofe strogo treba da se ponavlja u ostalim strofama.

- Svaka strofa se sastoji iz dva dela:

a)Skup početnih  stihova naziva se fronte, oni se dele u 2 dela od kojih se svaki naziva piede.
b)Poslednji deo se naziva koda (šp. coda) koji je mogao da bude podeljen na dva dela koji se nazivaju versos.
c)Između delova fronte i coda može da postoji jedan stih koji povezuje ova dva dela kancone, koja se naziva volta i mora da se rimuje sa poslednjim stihom druge piede.
- Kraj pesme je označen jednom strofom sa manje stihova koja se naziva tornata ili envio.

## Primer
FRONTE:
Piede 1º:
Doliente cierva, que el herido lado
de ponzoñosa y cruda yerba lleno,
buscas el agua de la fuente pura,
Piede 2º : 
con el cansado aliento y con el seno
bello de la corriente sangre inchado
débil y descaída tu hermosura,
VOLTA:    
ay, que la mano dura,

CODA:

Verso 1º:   

que tu nevado pecho
ha puesto en tal estrecho

Verso 2º:  

gozosa va con tu desdicha, quando,
cierva mortal, viviendo, estás penado,

Verso 3º:

tu desangrado y dulce compañero,
el regalado y blando
pecho passado del veloz montero:

……………………..
Francisko de la Tore (Francisco de la Torre)